# Орестіс Карнезіс
Орестіс Карнезіс (грец. Ορέστης Καρνέζης, нар. 11 липня 1985, Афіни) — грецький футболіст, воротар французького «Лілля» та національної збірної Греції.

## Клубна кар'єра
Народився 11 липня 1985 року в місті Афіни. Вихованець юнацьких команд футбольних клубів ОФІ та «Панатінаїкос».
У дорослому футболі дебютував 2007 року виступами за команду клубу «Панатінаїкос», в якій провів шість сезонів, взявши участь у 47 матчах чемпіонату. Відзначався досить високою надійністю, пропускаючи в іграх чемпіонату в середньому менш як один гол за матч. За цей час виборов титул чемпіона Греції, ставав володарем Кубка Греції.
22 липня 2013 року уклав п'ятирічний контракт з італійським «Удінезе», проте відразу ж був відданий в оренду до представника іспанської Прімери «Гранади». Після сезону в Іспанії повернувся до Удіне, де став основним воротарем команди, провівши 37 з 38 ігор у серії А сезону 2014/15 і всі 38 у сезоні 2015/16. У сезоні 2016/17 залишався основною опцією тренерського штабу на воротарській позиції, проте в команді були й інші талановиті гравці цього амплуа, тож «Удінезе» був готовий розглядати можливість відпустити Карнезіса.
Влітку 2017 року новим клубом воротаря став англійський «Вотфорд», у якому він провів на умовах оренди сезон 2017/18.
За рік, влітку 2018, перейшов за 2,5 мільйона євро до «Наполі». У те ж міжсезоння неаполітанський клуб також орендував у лондонського «Арсенала» колумбійця Давіда Оспіну, який врешті-решт виграв у Карнезіса конкуренцію за місце основного голкіпера «Наполі» й невдовзі перейшов до нього на умовах повноцінного контракту.
Провів два сезони в статусі резервного воротаря «Наполі», після чого 4 вересня 2020 року уклав контракт на три роки із французьким «Ліллем».

## Виступи за збірні
У складі юнацької збірної Греції взяв участь у 2 іграх. Протягом 2004—2005 років залучався до молодіжної збірної Греції. На молодіжному рівні зіграв у 3 офіційних матчах.
2012 року дебютував в офіційних матчах у складі національної збірної Греції.
2014 року був включений до заявки збірної на тогорічний чемпіонат світу у Бразилії. Був основним воротарем грецької команди на турнірі, взяв участь в усіх її матчах, включаючи гру 1/8 фіналу проти Коста-Рики, в якому греки поступилися у післяматчевих пенальті, припинивши боротьбу.
Згодом був основним голкіпером грецької команди по ходу відбору на Євро-2016 та відбору на ЧС-2018, утім до фінальної частини жодного із цих турнірів його збірна не пробилася.
| Дата       | Місто                       | Господарі            | Результат               | Гості                | Турнір               | Голи | Примітки |
| ---------- | --------------------------- | -------------------- | ----------------------- | -------------------- | -------------------- | ---- | -------- |
| 29-02-2012 | Іракліон                    | Греція               | 1 – 1                   | Бельгія              | Тов                  | -1   |          |
| 15-8-2012  | Осло                        | Норвегія             | 2 – 3                   | Греція               | Тов                  | -2   |          |
| 14-11-2012 | Дублін                      | Ірландія             | 0 – 1                   | Греція               | Тов                  | -    |          |
| 9-9-2012   | Рига                        | Латвія               | 1 – 2                   | Греція               | Відбір до ЧС 2014    | -1   |          |
| 11-9-2012  | Пірей                       | Греція               | 2 – 0                   | Литва                | Відбір до ЧС 2014    | -    |          |
| 12-10-2012 | Пірей                       | Греція               | 0 – 0                   | Боснія і Герцеговина | Відбір до ЧС 2014    | -    |          |
| 16-10-2012 | Глазго                      | Словаччина           | 0 – 1                   | Греція               | Відбір до ЧС 2014    | -    | 92'      |
| 6-2-2013   | Пірей                       | Греція               | 0 – 0                   | Швейцарія            | Тов                  | -    |          |
| 22-3-2013  | Зениця                      | Боснія і Герцеговина | 3 – 1                   | Греція               | Відбір до ЧС 2014    | -3   |          |
| 7-6-2013   | Вільнюс                     | Литва                | 0 – 1                   | Греція               | Відбір до ЧС 2014    | -    |          |
| 14-8-2013  | Вальс-Зіценгайм             | Австрія              | 0 – 2                   | Греція               | товариський матч     | -    |          |
| 6-9-2013   | Вадуц                       | Ліхтенштейн          | 0 – 1                   | Греція               | Відбір до ЧС 2014    | -    |          |
| 10-9-2013  | Пірей                       | Греція               | 1 – 0                   | Латвія               | Відбір до ЧС 2014    | -    |          |
| 11-10-2013 | Пірей                       | Греція               | 1 – 0                   | Словаччина           | Відбір до ЧС 2014    | -    |          |
| 15-10-2013 | Пірей                       | Греція               | 2 – 0                   | Ліхтенштейн          | Відбір до ЧС 2014    | -    |          |
| 15-11-2013 | Пірей                       | Греція               | 3 – 1                   | Румунія              | Відбір до ЧС 2014    | -1   |          |
| 19-11-2013 | Бухарест                    | Румунія              | 1 – 1                   | Греція               | Відбір до ЧС 2014    | -1   |          |
| 31-5-2014  | Оейраш                      | Португалія           | 0 – 0                   | Греція               | товариський матч     | -    |          |
| 6-6-2014   | Гаррісон                    | Болівія              | 1 – 2                   | Греція               | товариський матч     | -1   |          |
| 14-6-2014  | Белу-Оризонті               | Колумбія             | 3 – 0                   | Греція               | ЧС 2014 - 1-й етап   | -3   |          |
| 19-6-2014  | Натал (Ріу-Гранді-ду-Норті) | Японія               | 0 – 0                   | Греція               | ЧС 2014 - 1-й етап   | -    |          |
| 24-6-2014  | Форталеза                   | Кот-д'Івуар          | 1 – 2                   | Греція               | ЧС 2014 - 1-й етап   | -    | 24'      |
| 29-6-2014  | Ресіфі                      | Коста-Рика           | 1 – 1 д.ч. (5 - 3 п.п.) | Греція               | ЧС 2014 - 1/8 фіналу | -1   |          |
| 7-9-2014   | Афіни                       | Греція               | 0 – 1                   | Румунія              | Відбір до ЧЄ 2016    | -1   |          |
| 11-10-2014 | Гельсінкі                   | Фінляндія            | 1 – 1                   | Греція               | Відбір до ЧЄ 2016    | -1   |          |
| 14-10-2014 | Афіни                       | Греція               | 0 – 2                   | Північна Ірландія    | Відбір до ЧЄ 2016    | -2   |          |
| 14-11-2014 | Афіни                       | Греція               | 0 – 1                   | Фарерські острови    | Відбір до ЧЄ 2016    | -1   |          |
| 29-3-2015  | Будапешт                    | Угорщина             | 0 – 0                   | Греція               | Відбір до ЧЄ 2016    | -    |          |
| 13-6-2015  | Торсгавн                    | Фарерські острови    | 2 – 1                   | Греція               | Відбір до ЧЄ 2016    | -2   |          |
| 4-9-2015   | Пірей                       | Греція               | 0 – 1                   | Фінляндія            | Відбір до ЧЄ 2016    | -1   |          |
| 7-9-2015   | Бухарест                    | Румунія              | 0 – 0                   | Греція               | Відбір до ЧЄ 2016    | -    |          |
| 8-10-2015  | Белфаст                     | Північна Ірландія    | 3 – 1                   | Греція               | Відбір до ЧЄ 2016    | -3   |          |
| 11-10-2015 | Афіни                       | Греція               | 4 – 3                   | Угорщина             | Відбір до ЧЄ 2016    | -3   |          |
| 17-11-2015 | Стамбул                     | Туреччина            | 0 – 0                   | Греція               | товариський матч     | -    |          |
| 24-3-2016  | Афіни                       | Греція               | 2 – 1                   | Чорногорія           | товариський матч     | -1   |          |
| 4-6-2016   | Сідней                      | Австралія            | 1 – 0                   | Греція               | товариський матч     | -    | 16'      |
| 1-9-2016   | Ейндговен                   | Нідерланди           | 1 – 2                   | Греція               | товариський матч     | -1   | 46'      |
| 6-9-2016   | Фару                        | Гібралтар            | 1 – 4                   | Греція               | Відбір до ЧС 2018    | -1   |          |
| 7-10-2016  | Афіни                       | Греція               | 2 – 0                   | Кіпр                 | Відбір до ЧС 2018    | -    |          |
| 10-10-2016 | Таллінн                     | Естонія              | 0 – 2                   | Греція               | Відбір до ЧС 2018    | -    |          |
| 13-11-2016 | Афіни                       | Греція               | 1 – 1                   | Боснія і Герцеговина | Відбір до ЧС 2018    | -1   |          |
| 9-6-2017   | Зениця                      | Боснія і Герцеговина | 0 – 0                   | Греція               | Відбір до ЧС 2018    | -    |          |
| 31-8-2017  | Пірей                       | Греція               | 0 – 0                   | Естонія              | Відбір до ЧС 2018    | -    |          |
| 3-9-2017   | Пірей                       | Греція               | 1 – 2                   | Бельгія              | Відбір до ЧС 2018    | -2   |          |
| 7-10-2017  | Нікосія                     | Кіпр                 | 1 – 2                   | Греція               | Відбір до ЧС 2018    | -1   |          |
| 10-10-2017 | Афіни                       | Греція               | 4 – 0                   | Гібралтар            | Відбір до ЧС 2018    | -    |          |
| 9-11-2017  | Загреб                      | Хорватія             | 4 – 1                   | Греція               | Відбір до ЧС 2018    | -4   | 12'      |
| 12-11-2017 | Афіни                       | Греція               | 0 – 0                   | Хорватія             | Відбір до ЧС 2018    | -    |          |
| 23-3-2018  | Афіни                       | Греція               | 0 – 1                   | Швейцарія            | товариський матч     | -1   |          |
| Усього     |                             | Матчів               | 49                      |                      | Голів                | -40  |          |

## Титули і досягнення
- Чемпіон Греції (1):

«Панатінаїкос»: 2009-10
- Володар Кубка Греції (1):

«Панатінаїкос»: 2009-10
- Володар Кубка Італії (1):

«Наполі»: 2019-20
- Чемпіон Франції (1):

«Лілль»: 2020-21
- Володар Суперкубка Франції (1):

«Лілль»: 2021